# Konwerter satelitarny
Konwerter satelitarny – urządzenie mające za zadanie dostarczenie sygnałów z satelitów do odbiornika satelitarnego/odbiorników.
Realizuje to za pomocą przesunięcia i wzmocnienia sygnałów odbitych od lustra anteny z zakresów 10,7–11,7 i 11,7–12,75 GHz w zakres pierwszej pośredniej częstotliwości satelitarnej (950–2150 MHz).

## Podstawowe parametry konwerterów
- Współczynnik szumów podawany w dB. Obecnie produkowane konwertery mają współczynnik szumów rzędu 0,3–0,1 dB. Im niższy współczynnik szumów tym lepiej.
- Sygnał wejściowy Input z lustra anteny podawany w GHz. Najczęściej spotykane zakresy: 10,7–11,7 GHz polaryzacja pozioma i pionowa, 11,7–12,75 GHz polaryzacja pozioma i pionowa. Im szerszy zakres tym lepiej.
- Sygnał wyjściowy Output na odbiornik satelitarny podawany w MHz. Najczęściej spotykane zakresy: 950–1950 MHz polaryzacja pozioma; 1100–2150 MHz polaryzacja pionowa.
- Częstotliwość generatora L.O. FREQ. podawana w GHz. 9.75 GHz dla 10,7–11,7 GHz i 10.6 GHz dla 11,7–12,75 GHz. Zapis w postaci 9.75 GHz/10.6 GHz.
- HD, HD-Ready, Full HD. Takie oznaczenia to tylko zabieg marketingowy. Jeśli konwerter jest nowego typu (współczynnik szumów rzędu 0,4–0,1 dB) to bez problemu obsłuży telewizję HD.

## Konwertery analogowe i cyfrowe
Sztuczny (nieprawidłowy) podział konwerterów.

Konwertery starego typu, jedynie z zakresem 10,7–11,75 GHz i dużym tłumieniem nazywane są potocznie "analogowymi", aby odróżnić je od "cyfrowych", działających w zakresie 10,7–12,75 GHz.
Konwertery "analogowe" i "cyfrowe" będą działały zarówno z odbiornikami satelitarnymi analogowymi, jak i cyfrowymi, z tym że w przypadku konwertera "analogowego" i odbiornika cyfrowego, nie będzie możliwy odbiór kanałów nadawanych na częstotliwościach powyżej 11,75 GHz.
Konwertery jak opisane poniżej pracują przeważnie w polaryzacji liniowej pionowej i poziomej, ale niektórzy operatorzy wykorzystują polaryzacje kołową R/L czy prawo i lewo.

## Rodzaje konwerterów

### Konwerter pełnozakresowy (Full band)

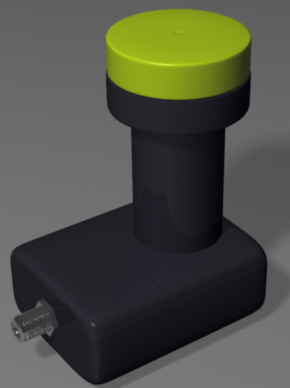
Konwerter single

Potocznie nazywany pojedynczym, uniwersalnym. Najbardziej rozpowszechniony konwerter, pracuje w 2 polaryzacjach i 2 zakresach; wybór zakresu następuje poprzez wysterowanie przez odbiornik satelitarny sygnału częstotliwości 22 kHz i amplitudzie 0,6V lub jego brak.
- Polaryzacja pionowa – zakres 10,7–11,75 GHz; napięcie: 14V sygnał 0kHz
- Polaryzacja pionowa – zakres 11,75–12,75 GHz; napięcie: 14V sygnał 22kHz
- Polaryzacja pozioma – zakres 10,7–11,75 GHz; napięcie: 18V sygnał 0kHz
- Polaryzacja pozioma – zakres 11,75–12,75 GHz; napięcie: 18V sygnał 22kHz

Z tego względu konwerter ten potrafi obsłużyć tylko jeden odbiornik satelitarny, który będzie sterował jego pracą. Podłączenie drugiego odbiornika jest możliwe poprzez tzw. przelotkę konwerterową w pierwszym odbiorniku (gniazdo oznaczone jako LOOP lub LNB Out) lub specjalny rozdzielacz. Rozdzielacz musi mieć zabezpieczenie przed podaniem sterowania przez drugi odbiornik. W takim układzie drugi odbiornik odbiera tylko programy z zakresu i polaryzacji wysterowanych przez pierwszy. W przypadku wyłączenia pierwszego odbiornika lub jego przejścia w tryb czuwania (standby), drugi odbiornik uzyskuje pełny dostęp do konwertera. Nie działa to we wszystkich przypadkach, gdyż przelotka konwertera może nie być aktywna (zależy to od producenta sprzętu i oprogramowania).

### Konwerter podwójny (Twin)

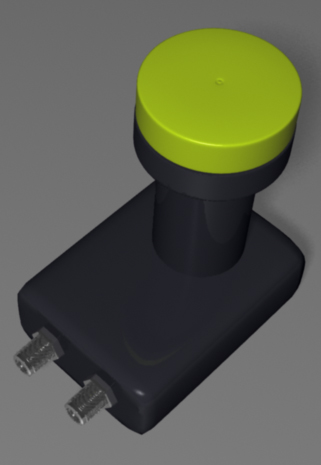
Konwerter Twin

W jednej obudowie umieszczono układ elektroniczny umożliwiający niezależny przesył sygnału dla dwóch odbiorników jednocześnie lub jednego PVR. W uproszczeniu, są to dwa konwertery pełnozakresowe w jednej obudowie, działające niezależnie od siebie.

### Konwerter poczwórny (Quad)

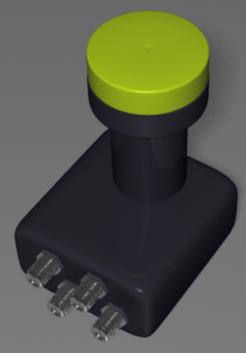
Konwerter Quad

W jednej obudowie umieszczono układ elektroniczny umożliwiający niezależny przesył sygnału dla czterech odbiorników jednocześnie. W uproszczeniu, są to cztery konwertery pełnozakresowe w jednej obudowie, działające niezależnie od siebie. Niektóre wersje mają dodatkowo wbudowany sumator telewizji naziemnej i piąte przyłącze, przeznaczone dla anteny naziemnej.

### Konwerter Unicable

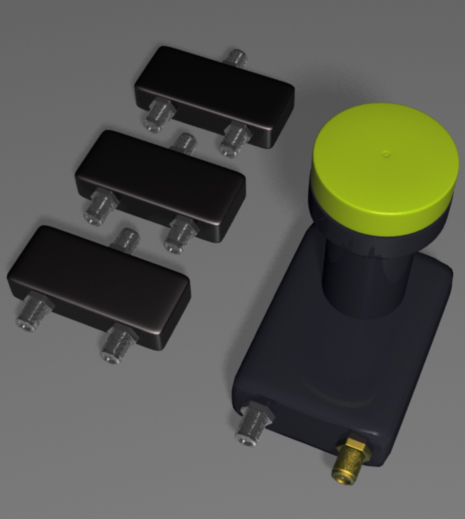
Konwerter unicable

W działaniu przypomina konwerter Quad, jednak potrafi przesyłać sygnał satelitarny po jednym kablu.
Istnieje kilka wersji tego konwertera: 
- obsługujący 4 odbiorniki na jednym kablu,
- obsługujący 4 odbiorniki na jednym kablu + dodatkowe wejście na odbiornik, który nie obsługuje technologii unicable,
- obsługujący 4 odbiorniki na jednym kablu + sumujący sygnał z anteny naziemnej.

Zaletą tego rozwiązania jest użycie tylko jednego kabla, zamiast czterech. Wadami są koszty (ale niższe, niż w przypadku konwertera Multiband), problemy z działaniem, niewiele odbiorników obsługuje technologię unicable.
Oprócz konwertera, w zestawie Unicable znajdują się również 3 separatory sygnału.

### Konwerter Octo

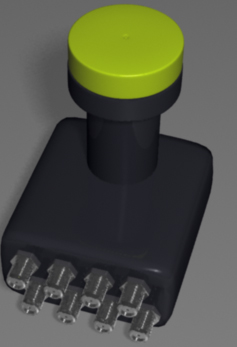
Konwerter Octo

W jednej obudowie umieszczono układ elektroniczny umożliwiający niezależny przesył sygnału dla ośmiu odbiorników. W uproszczeniu, jest to osiem konwerterów pełnozakresowych w jednej obudowie, działających niezależnie od siebie.

### Konwerter Dual
Błędnie nazywany podwójnym. Był używany przy pierwszych odbiornikach satelitarnych. Obecnie już nie produkowany. Podobny w wyglądzie do konwertera Twin.
Konwerter tego typu podaje nieprzerwanie:
- na jednym wyjściu: polaryzacja pionowa, zakres 10,7–11,75 GHz i 11,75–12,75 GHz
- na drugim wyjściu: polaryzacja pozioma, zakres 10,7–11,75 GHz i 11,75–12,75 GHz

### Konwerter Monoblock
Są to dwa, trzy lub cztery konwertery pełnozakresowe w jednej obudowie, umieszczone obok siebie + wbudowany przełącznik DiSEqC. Konwerter ten zastępuje układ dwóch, trzech lub czterech pojedynczych konwerterów zamontowanych w tzw. układzie "zeza" (każdy konwerter odbiera sygnał z innego satelity). Konwerter ten stosuje się dla anten o średnicy 80–90 cm, w Polsce dla satelitów Hot Bird i Astra rzadziej także Eutelsat. Konwerter ten ma jedno wyjście. Przełączanie satelitów oraz zakresów częstotliwości i polaryzacji jest sterowane przez odbiornik. Konwertery Monoblock mają kilka odmian:
- Monoblock Twin. Obsługuje dwa odbiorniki, dając im niezależny sygnał z dwóch, trzech lub czterech różnych satelitów. Konwerter ten, podobnie jak Twin, ma dwa wyjścia.
- Monoblock Quad. Obsługuje cztery odbiorniki, dając im niezależny sygnał z dwóch lub trzech różnych satelitów. Konwerter ten, podobnie jak Quad, ma cztery wyjścia.

Zalety: prosta instalacja, zwarta budowa, niewysoka cena.
Wady: Ze względu na wbudowany DiSEqC są problemy z dodaniem do instalacji kolejnego konwertera w układzie zeza, ustawionego na kolejnego satelitę. Należy zaopatrzyć się wówczas w przełącznik DiSEqC, który potrafi pracować kaskadowo z innym takim przełącznikiem. Dodatkowo, występują problemy z dokładną regulacją i średnicą anteny; układy zeza są pod tym względem lepsze, każdy konwerter można niezależnie ustawić i wymiar anteny nie ma większego znaczenia.

### Konwerter Wide band
Podobny w wyglądzie do konwertera Twin.
Konwerter tego typu podaje nieprzerwanie:
- na jednym wyjściu: polaryzacja pionowa, zakres 10,7–12,75 GHz
- na drugim wyjściu: polaryzacja pozioma, zakres 10,7–12,75 GHz

### Konwerter Quattro
Najczęściej mylony z konwerterem Quad z uwagi na identyczny wygląd. Ten konwerter został zaprojektowany do pracy z multiswitchem (rozdzielaczem sygnału satelitarnego). Odpowiedni układ multiswitchów, z wykorzystaniem jednej anteny i jednego konwertera Quattro, może zapewnić niezależny sygnał satelitarny nawet dla 800 odbiorników jednocześnie.
Konwerter Quattro ma cztery wyjścia, na których jest:
1. polaryzacja pionowa – zakres 10,7–11,75 GHz; napięcie: 14V
2. polaryzacja pionowa – zakres 11,75–12,75 GHz; napięcie: 14V
3. polaryzacja pozioma – zakres 10,7–11,75 GHz; napięcie: 18V
4. polaryzacja pozioma – zakres 11,75–12,75 GHz; napięcie: 18V

-  zazwyczaj wystarczy zasilić dowolnie jedno z wyjść napięciem 13÷18V
-  polaryzacja i zakres częstotliwości  poszczególnych wyjść ustawiony jest na sztywno
Na powyższych konwerterach występują oznaczenia:
1. HH – Horizontal High – 18V/22 kHz
2. HL – Horizontal Low – 18V/ 0 kHz
3. VH – Vertical High – 13V/22 kHz
4. VL – Vertical Low – 13V/ 0 kHz

### Konwerter optyczny
Satelitarny konwerter optyczny tym różni się od typowego konwertera satelitarnego, że ma gniazdo sygnałowe przystosowane do podłączenia światłowodu zamiast kabla koncentrycznego. Powoduje to znaczny wzrost komplikacji i ceny konwertera. Mimo to, konwerter z wyjściem światłowodowym ma wiele zalet -  dzięki zastosowaniu takiego rozwiązania istnieje możliwość rozsyłania sygnału na dużą odległość. Tłumienie sygnału w światłowodzie jest bardzo małe, dzięki czemu kabel światłowodowy może mieć długość kilkuset metrów, a nawet wielu kilometrów bez potrzeby stosowania wzmacniaczy czy regeneratorów. Sygnał z takiego konwertera można rozprowadzić na duże odległości zarówno w pionie (bardzo wysokich budynkach) oraz w poziomie (w budynkach "mrówkowcach" oraz osiedlach mieszkaniowych). Ponadto transmisja światłowodem jest niewrażliwa na zakłócenia elektromagnetyczne. Nie bez znaczenia pozostaje również fakt odseparowania galwanicznego konwertera od reszty instalacji. Dzięki temu redukuje się ilość zabezpieczeń przeciwprzepięciowych i odgromowych instalacji rozsyłowej. 
Sygnałów w konwerterze optycznym nie trzeba poddawać dodatkowej obróbce, demodulacji ani rozkodowaniu. Przy jego zastosowaniu jest możliwość budowania rozległych sieci rozprowadzających sygnał satelitarny, spełniający kryteria anteny zbiorowej. 
Do ich zasilania w energię elektryczną trzeba doprowadzić dodatkowy, tradycyjny kabel z przewodami.

## Urządzenia pomocnicze

### Wzmacniacz
Służy do wzmocnienia mocy sygnału, nie poprawia jego jakości. Wzmacniacze stosuje się, gdy na długim odcinku kabla (powyżej 70–80 metrów długości) następuje znaczny spadek mocy sygnału.
Użycie wzmacniacza nie przyniesie oczekiwanych efektów, gdy:
- w instalacji użyto złej jakości kabli o dużym tłumieniu,
- sygnał na wyjściu konwertera jest złej jakości (złej jakości konwerter o dużej liczbie szumowej powyżej 0,6 dB - stare konwertery, złe ustawienie anteny, czasza za mała; na terytorium Polski dla odbioru satelitów Hot Bird-Astra powinno się stosować anteny o średnicy 80–90 cm.), wzmacniacz wzmocni to, co dostanie wraz z zakłóceniami.

### Konwerter Multiband
To zestaw składający się ze stackera i destackera.
- Stacker sumuje sygnały z konwertera Twin w jeden kabel. Częstotliwości dla pierwszego wejścia: 950–2150 MHz, dla drugiego: 5–2150 MHz (zakres 5–862 MHz daje możliwość zsumowania sygnału z anteny naziemnej). Sygnał z wejścia pierwszego zostaje przesunięty z 950–2150 MHz do 2350–3550 MHz, następnie zostaje zsumowany z sygnałem z wejścia drugiego i przesłany do destackera. Częstotliwość sygnału na wyjściu stackera: 5–3550 MHz.
- Destacker otrzymuje sygnał ze stackera i przekształca go dla wyjścia pierwszego z 2350–3550 MHz do standardowego 950–2150 MHz; dla wyjścia drugiego sygnał nie jest przekształcany, tylko usuwany jest zakres 2350–3550 MHz.

Zalety:
- przesył niezależnego sygnału dla dwóch odbiorników jednym kablem; nie trzeba modyfikować już istniejącej instalacji,
- działa również z multiprzełącznikiem,
- przekazuje sygnały DiSEqC,
- możliwość przesłania sygnału telewizji naziemnej (po dokupieniu sumatora i rozdzielacza SAT/RTV).

Wady:
- na skutek przesunięcia sygnału dla wejścia pierwszego, następuje niewielki spadek jego jakości,
- wysoka cena,
- konieczność stosowania kabla lepszej jakości.

### Sumator i rozdzielacz SAT/RTV
- Sumator – proste urządzenie, łączące sygnał satelitarny z sygnałem z anteny naziemnej. Z racji różnych zakresów częstotliwości (telewizja naziemna: 5–862 MHz, telewizja satelitarna: 950–2150 MHz), nie następuje nanoszenie, ani tłumienie się sygnałów.
- Rozdzielacz – ma filtry wycinające sygnał z danego zakresu. Dla wyjścia SAT wycięty zostaje sygnał z zakresu 950–2150 MHz (satelitarnego), dla wyjścia RTV z zakresu 5–862 MHz (telewizja naziemna).

W zależności od wersji, układ ten może przepuszczać napięcie dla wzmacniacza anteny telewizji naziemnej lub wykorzystywać napięcie podawane przez odbiornik satelitarny do zasilenia tejże.

### Rozdzielacz sygnału SAT
Nazywany też trójnikiem. Stosowany w instalacjach, w których do jednego konwertera podłączone są dwa lub więcej odbiorników satelitarnych. W przypadku instalacji "kilka odbiorników satelitarnych, jeden konwerter" należy liczyć się z ograniczeniami tego układu. W przypadku działania dwóch odbiorników satelitarnych jednocześnie, jeden będzie ograniczony tylko do programów nadających w tej samej polaryzacji i tym samym zakresie, z których korzysta drugi odbiornik. Wyjątek stanowią konwertery Unicable, które umożliwiają podłączenie czterech odbiorników satelitarnych.